# Comuna de Baboszewo
Baboszewo (polaco: Gmina Baboszewo) é uma gminy (comuna) na Polónia, na voivodia de Mazóvia e no condado de Płoński. A sede do condado é a cidade de Baboszewo.
De acordo com os censos de 2004, a comuna tem 7991 habitantes, com uma densidade 49,2 hab/km².

## Área
Estende-se por uma área de 162,35 km², incluindo:
- área agricola: 82%
- área florestal: 11%

## Demografia
Dados de 30 de Junho 2004:
|                      | Total   | Total | Mulheres | Mulheres | Homens  | Homens |
| -------------------- | ------- | ----- | -------- | -------- | ------- | ------ |
|                      | pessoas | %     | pessoas  | %        | pessoas | %      |
| População            | 7991    | 100   | 4049     | 50,7     | 3942    | 49,3   |
| Densidade (pop./km²) | 49,2    | 100   | 24,9     | 24,9     | 24,3    | 24,3   |

De acordo com dados de 2002, o rendimento médio per capita ascendia a 1320,74 zł.

## Subdivisões
- Baboszewo, Bożewo, Brzeście, Brzeście Małe, Brzeście Nowe, Budy Radzymińskie, Cieszkowo-Kolonia, Cieszkowo Nowe, Cieszkowo Stare, Cywiny-Dynguny, Cywiny Wojskie, Dłużniewo, Dramin, Dziektarzewo, Galomin, Galominek, Galominek Nowy, Goszczyce Poświętne, Goszczyce Średnie, Jarocin, Jesionka, Kiełki, Korzybie, Kowale, Krościn, Kruszewie, Lachówiec, Lutomierzyn, Mystkowo, Niedarzyn, Pawłowo, Pieńki Rzewińskie, Polesie, Rybitwy, Rzewin, Sarbiewo, Sokolniki Nowe, Sokolniki Stare, Śródborze, Wola Dłużniewska, Wola-Folwark, Zbyszyno.

## Comunas vizinhas
- Dzierzążnia, Glinojeck, Płońsk, Raciąż, Sochocin, Staroźreby